# Барвінкові
Барвінкові, кендирові або кендирні (Apocynaceae) — родина рослин порядку тирличецвітих (Gentianales).

## Загальна біоморфологічна характеристика

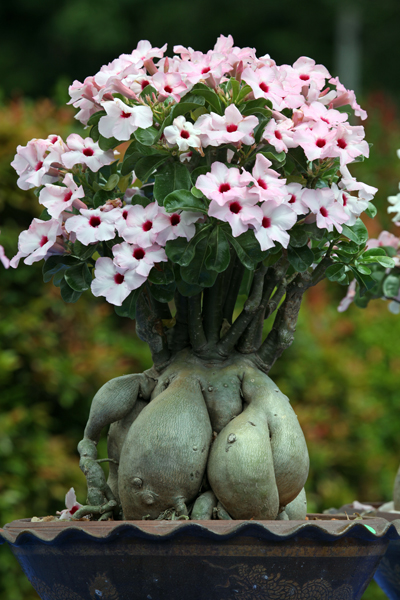
Аденіум

Дерева, чагарники або трави. Суцільні листки здебільшо без прилистків, зазвичай розміщені супротивно, іноді почергово або кільчасто. Квітки зазвичай 5-членні, одиночні або в рацимозних чи цимозних суцвіттях. Плоди бувають різного типу. Для представників цієї родини характерною ознакою є наявність молочних каналів.
Деякі з родів (аденіум, пахіподіум) належать до каудексоформних рослин. До сукулентів також належить рід Plumeria. Вони поширені переважно в Південно-Західній Африці та на острові Мадагаскар.

## Значення
Багато представників родини Барвінкових мають цінне господарське значення. З них одержують каучук, волокно, цінну деревину, дубильні речовини, барвники, ефірні олії, їстівні плоди. Здобули також значення як лікарські або декоративні рослини.

## Поширення
Представники барвінкових поширені на всіх континентах, крім Антарктиди та полярних і приполярних зон.

### В Україні
В Україні родина Apocynaceae представлена 27 видами. Кендир венеційський занесений до Червоної книги України.

## Таксономія родини
Спільний інтернет-проєкт Королівських ботанічних садів у К'ю і Міссурійського ботанічного саду «The Plant List» подає список з 410 прийнятих назв родів (докладніше див. Список родів родини Барвінкові) і 5556 видів.
Підродина—Триба—Підтриба
- Apocynoideae
  - Apocyneae
  - Echiteae
  - Malouetieae
  - Mesechiteae
  - Wrightieae
- Asclepiadoideae
  - Asclepiadeae
    - Asclepiadinae
    - Astephaninae
    - Cynanchinae
    - Gonolobinae
    - Metastelmatinae
    - Oxypetalinae
    - Tylophorinae

  - Ceropegieae
    - Anisotominae
    - Heterostemminae
    - Leptadeniinae
    - Stapeliinae

  - Fockeeae
  - Marsdenieae
- Periplocoideae
- Rauvolfioideae
  - Alstonieae
  - Alyxieae
  - Carisseae
  - Hunterieae
  - Melodineae
  - Plumerieae
  - Tabernaemontaneae
  - Vinceae
  - Willughbeieae
- Secamonoideae